# Anagyrus insolitus
Anagyrus insolitus är en stekelart som först beskrevs av Howard 1897.  Anagyrus insolitus ingår i släktet Anagyrus och familjen sköldlussteklar. Inga underarter finns listade i Catalogue of Life.